# 정정길
정정길(鄭正佶, 1942년 5월 20일 ~ )은 경상남도 함안에서 태어난 대한민국의 공무원이다. 2008년부터 2010년까지 청와대 대통령실 실장을 역임했다.

## 이력
경북고등학교, 서울대학교 법과대학, 서울대 행정대학원을 나온 그는, 제6회 행정고등고시에 합격하여 공직에 입문하여, 농림수산부 기획계장을 지냈다. 미국 미시간대(University of Michigan, Ann Arbor) 대학원에서 정치학 박사 학위를 받았다. 
경북대학교 행정학과 조교수-부교수, 서울대 행정학대학원 부교수-교수, 미국 브루킹스 연구소(Brookings Institution) 객원교수, 서울대 행정대학원장, 한국행정학회장, 정부기능조정위원회 위원장, 중앙인사위원회 인사정책자문회의 의장, 서울대 대학원장(2001~2002년), 울산대 총장(2003~2008.6)을 거쳐 2008년 6월 청와대 대통령실 실장에 임명되었다가 2010년 7월 6.2지방선거결과에서 여당(한나라당) 참패에 대한 책임을 지고 사퇴했다. 
2014년부터 2020년까지 울산대학교 이사장 자리를 역임했다.

## 병역 사항
- '근시고도양안'으로 면제

## 주요 저서
- 《정책결정론》(서울: 대명출판사, 1988)
- 《정책학원론》(서울: 대명출판사, 1989)
- 《대통령의 경제리더십》(서울: 한국경제신문사, 1994)
- 《50년대의 지방자치》(서울: 서울대학교 출판부, 1995)
- 《행정학의 새로운 이해》(서울: 대명출판사, 2000)
- 《행정의 시차적 접근》(서울: 박영사, 2005)

## 일화
- 노태우 정권이 들어설 당시 대통령취임준비위원회(위원장 이춘구)에 참여한 것으로 알려졌다.
- 박철언 전 의원과 고교-대학 동창이다. 조해녕 대구시장, 이해봉 의원 등과도 막역한 사이다.
- 2002년 대선에서는 이회창 후보의 싱크탱크였던 혁신위원회 자문위원으로 활동했다.
- 1964년 한.일 굴욕 외교를 반대한 6.3 학생운동 시절 서울대 법대 학생회장이던 정정길은 당시 고려대 상대 학생회장이던 이명박 대통령과 함께 계엄사령부에 검거됐다가 풀려났다. 두사람은 1990년대 초반 6·3 동지회 회원으로 다시 만났다.

| 전임 류우익 | 제2대 대통령실장 2008년 6월 20일 ~ 2010년 6월 3일 | 후임 임태희 |